# Кудряєв Володимир Георгійович
Володимир Георгійович Кудряєв (3 червня 1899, місто Рогачов Могильовської губернії, тепер Гомельської області, Білорусь — 25 березня 1963) — радянський партійний діяч, 1-й секретар Поліського, Білостоцького і Вітебського обласних комітетів КП(б) Білорусії, 1-й заступник голови Ради міністрів Білоруської РСР. Член Бюро ЦК КП(б) Білорусії з 16 лютого до 6 червня 1947 року. Депутат Верховної ради Білоруської РСР. Депутат Верховної Ради СРСР 2—3-го скликань.

## Біографія
У 1920—1921 роках — завідувач Рогачовського лісового заводу.
Член РКП(б) з 1925 року.
У 1925—1933 роках — голова Бобруйської окружної ради профспілки працівників харчової промисловості; відповідальний секретар Бобруйської окружної ради профспілок; відповідальний секретар Центрального правління Білоруської республіканської спілки хіміків; член колегії Народного комісаріату постачання Білоруської РСР.
У 1933—1936 роках — начальник політичного відділу радгоспу «Старчици» Червонослободського району Білоруської СРР.
У 1936 році — начальник політичного відділу радгоспу «Хоромци» Глуського району Білоруської РСР.
У 1936—1938 роках — інструктор Парицького районного комітету КП(б) Білорусії; 1-й секретар Парицького районного комітету КП(б) Білорусії.
У 1938—1940 роках — заступник завідувача організаційно-інструкторського відділу ЦК КП(б) Білорусії.
У 1940 році — 2-й секретар Мінського обласного комітету КП(б) Білорусії.
У 1940 — січні 1941 року — 1-й секретар Поліського обласного комітету КП(б) Білорусії.
У січні 1941 — 20 липня 1944 року — 1-й секретар Білостоцького обласного комітету КП(б) Білорусії.
Під час німецько-радянської війни перебував у евакуації в місті Чкалові (Оренбурзі).
У 1941—1942 роках — 3-й секретар Чкаловського обласного комітету ВКП(б).
У 1942—1943 роках — 2-й секретар Чкаловського обласного комітету ВКП(б).
20 липня 1944 — липень 1950 року — 1-й секретар Вітебського обласного комітету КП(б) Білорусії.
У 1950 році закінчив Курси перепідготовки при ЦК ВКП(б).
У липні 1950 — 1952 року — 1-й заступник голови Ради міністрів Білоруської РСР. У 1952—1956 роках — заступник голови Ради міністрів Білоруської РСР.
У 1956—1958 роках — міністр хлібопродуктів Білоруської РСР.

## Нагороди
- два ордени Леніна (1.01.1944, 1948)
- орден Вітчизняної війни І ступеня (1945)
- медалі